# Augusto Antonio Dirani
Augusto Antonio Dirani (Forlì, 1897 – Forlì, 1983) è stato un pittore italiano di scuola forlivese.

## Biografia
Figlio di Ercole Eteocle e della ferrarese Elvira Pozzi. La famiglia Dirani di chiara fede repubblicana, Gaetano il capostipite che gestiva un negozio di cuoio e pellami nel borgo Ravaldino, cuore del centro forlivese, apparteneva alla piccola borghesia mercantile cittadina. Antonio (Nino come lo chiamavano in famiglia) dimostrò fin da bambino, una certa dimestichezza per il disegno ed una sensibilità alla pittura.
Artista attivo nell'ambito dell'esperienza del Cenacolo Forlivese, si diplomò in disegno a Ravenna nel 1920, quindi frequentò, fino al 1924, l'Accademia di belle arti di Roma. 
Nel 1925 peri l Cimitero monumentale di Forlì realizza parte del Monumento a Lazzarini Benito e Giovita.
Nell'anno 1926 fu scelto da una severa giuria per partecipare alla Biennale di Venezia con l'opera Tenerezze e fu il primo forlivese che ebbe l'onore di parteciparvi.
Personalità moderna e interessante, ebbe anche commissioni internazionali. Lavorò, infatti, come illustratore per il giornale argentino La Prensa, e nel 1929 ottiene un incarico di docenza presso l’Accademia di belle arti di Buenos Aires. Nella capitale argentina avviò un rinomato studio di pittura con il quale eccelse nel genere del ritratto.
Nell'anno 1930 partecipó alla Biennale d'arte di Buenos Aires con l'opera Naturaléza Muerta, tuttora visibile al pubblico e presente nel Catalogo.